# Hornbach (Steigbach)
Der Hornbach ist ein zwei Kilometer langer linker Zufluss des Steigbachs. Der Bach heisst in seinem Oberlauf auf dem Gemeindegebiet von Brütten Horntobelbach.

## Etymologie
Der Name des Bach rührt vom „Horn“ (vorspringender Höhenwall) her, dass durch Bach und Tobel gebildet werden.

## Geographie

### Verlauf
Der Bach entspringt auf 612 m ü. M. nordöstlich des Dorfes Brütten bei einem Ausläufer des Waldgebiets Jungholz zwischen beim Heissetrütiweg und fliesst danach durch den Horntobel den Dättnauerberg hinab. Auf seiner ganzen Strecke nimmt der Bach nur zwei Zuflüsse linksseitig auf, zum einen nach 300 Meter das Wingertenholzbächli und danach im Dättnauertal angekommen bei der BMX-Strecke von Powerbike Winterthur den Dättnauerbach, der den Hornbach unterirdisch erreicht. Danach fliesst der Hornbach noch 250 Meter, bevor er in den Steigbach mündet, der wiederum wenig später sich selbst in die Töss entwässert.

### Zuflüsse
- Wingertenholzbächli (rechts), 0,1 km
- Dättnauerbach (rechts), 1,6 km